# オザスコ (イタリア)
オザスコ（伊: Osasco）は、イタリア共和国ピエモンテ州トリノ県にある、人口約1,200人の基礎自治体（コムーネ）。

## 地理

### 位置・広がり

#### 隣接コムーネ
隣接するコムーネは以下の通り。
- ブリケラージオ
- ガルツィリアーナ
- ピネローロ
- サン・セコンド・ディ・ピネローロ

## 姉妹都市
- オザスコ、ブラジル